# 中华卫视 (CHTV)
中华卫视（CHTV），电视呼号“中华卫视（神州台）”，由台湾籍华人黄益腾（艺名：黄阿原）在维尔京群岛注册并获上星牌照的卫星电视媒体，2009年6月28日開播。
2019年10月1日，中华卫视神州台悄然更名为中华卫视台湾台，台标由原来的“CHTV神州”变成“CHTV台湾台”，并非新开播的电视频道。
2020年10月28日，中华卫视终止香港非本地电视节目服务牌照的持牌电视服务，在卫星电视停止播放，后转型为网络电视服务。

## 衛星信號
2020年10月28日结束持牌电视服务之前，该台信号覆盖美国、欧洲、新加坡、韩国、港澳台地区及中国内地等多个国家和地区。卫星平台为：亚太7号、亚太2号、新加坡R2卫星；卫星参数：3780MHZDVB-S2,MPEG4,8PSK,3/4

## 主要節目
- 整点新闻
- 台湾人说台湾事
- 神州乐翻天
- 神州劲曲
- 往日情怀
- 国际影院
- 人文中国

## 爭議

### 董事长黄阿原被指诈骗案
2009年12月13日，某论坛爆出一个帖子称：“中华卫视20人集体出走，知名艺人黄阿原诈骗已被立案。”帖子中称，“两年多，黄阿原未给员工签过劳动合同、上过保险；他办中华卫视完全是在诈骗。”
曾任1984、1985两年春节联欢晚会主持人、自称是“中华卫视”董事局主席，签订合同转让部分股权，黄益腾（黄阿原）被一澳籍华侨举报行骗1500万。就在2009年，澳大利亚一华侨女士宋樱表示，在北京投资“中华”大业的好时机，却被黄益腾用“中华”二字蒙蔽，之后警方开始对宋樱举报的情况进行调查核实。
同年7月1日，宋樱按照黄益腾的要求把首付款到他指定的账户。7月26日，宋樱到香港要求黄益腾为其办理股权转让手续时遭拒。结果发现，购买股权的“中华卫星电视集团股份有限公司（香港）”在今年3月20日成立，而黄益腾提供的该公司财务报表中，资产和费用却是从2007年2月开始发生的，实际上用的是2007年以来“阿原传媒”的公司资产财务报表，存在明显虚假。8月，宋樱的退款遭到拒绝后，她就再也找不到黄益腾，反而再次进入该台的北京办公地点就遭到保安的闭门羹。
而在2010年1月7日，黄益腾却以“董事局主席”的身份在原来的该办公地召开“澄清发布会”，并手拿大量证据“反驳‘中华卫视’是空壳”等说法，称这只是一起“购股合同纠纷”，不存在诈骗问题，并号称要“起诉”宋樱诽谤。还在元旦假期时，记者就曾收到来路不明的爆料短信，声称“黄阿原将于1月3日几时几分乘坐某某航班抵达首都国际机场，届时会有大批中外媒体在场守候”。不过，当日没有任何出炉。有趣的是，宋樱当日也闻讯赶到了办公地点，不过却随后被人劝走，“诈骗门”一时间变得雾里看花了起来。甚至在2017年9月，黄益腾借“贴吧谣言回击”在自家官网进行编造事实、伪造法律文书等手段对2009年合同诈骗案受害人宋樱进行反咬诽谤。

### “中华卫视”不合法
有网友在百度百科描述，“2005年10月，黄益腾旗下的‘阿原传媒’成功收购了澳门中华卫星电视的55%股份，这为他带来了6个卫星牌照，拥有全球播放权。”中华卫视“新闻中心”主任于先生称，黄益腾是2007年才开始筹办中华卫视的。2009年12月19日，通州八里桥的中华通信研究发展中心（澳门中华卫视的母单位）表示，黄益腾确实和该公司谈过合作之事，由于接洽期间黄益腾随波逐流大肆宣扬，导致洽谈中止。而2008年3月，黄益腾仍然要高调在北京召开“中华卫视健康综合台上星开播”的新闻发布会。
据介绍，真正的澳门中华卫视已在澳门将黄益腾起诉。随后，国家新闻出版广播电影电视总局国际合作司港澳台处的相关工作人员在接受媒体采访时称，廣電总局并没有批准过“中华卫视”电视台，故该频道不合法。即使其是香港特区政府颁发的“合法”上星牌照，其在北京市的总部办公住宅并没有任何经营许可证，亦没有广电总局的落地权。同样，该台无采访权、无记者，节目资源纯粹靠“剽窃品”。实际上，该频道2009年开播初期，并未获得上星牌照，只是租用其他机构的牌照运营，而黄益腾的“中华卫视集团（香港）有限公司”标志并非在香港注册，而是在英属维尔京群岛申请的，因其有“避税天堂”之称，“只要给钱，就能买到牌照。”

### 工资保险乌龙案
2009年，中华卫视北京办公地点有20人员工集体出走，因为两年多，黄益腾未给员工签劳动合同、上社保。之后黄益腾潜逃国外。
随后，记者在采访中了解到，2009年8月22日，中华卫视还与东南卫视、北京市红十字会联手在北京市举办为台湾八八水災赈灾的大型直播晚会，在直播晚会上黄益腾当众宣布要个人捐赠100万元人民幣。然而记者求证北京市红十字会赈济部，一位负责人明确表示，到目前一分钱也没有收到。
2014年，由于黄益腾的长期的工资拖欠、不签订劳动合同和不给员工上社保的行为，已再一次被自己的员工告到北京市丰台区劳动仲裁和法院里头，导致中华卫视所在的北京办公住宅地为停业状态。此前，黄益腾最初创立的阿原传媒当年就曾因拖欠员工工资和保险被告上法院，最后被法院判决强制卖了他的奔驰车，赔偿了员工的钱和罚款。

### 节目资源剽窃
据集体辞职者之一的中华卫视前员工赵志透露，2009年3月至12月初他在中华卫视北京办公住宅工作，中华卫视一直没有取得正式采访权、也没有一名正式记者，节目基本都是拷贝中国中央电视台的资源。而在新闻资讯类节目当中，使用央视的《新闻联播》《中国新闻》《海峡两岸》等节目素材。而《神州乐翻天》大多来自春节联欢晚会小品和CCTV-11的节目，还曾盗录CCTV-4《中华情》播放。
而且，黄益腾于2017年4月13日自导自演“新闻发布会”，号称中華衛視“要筛选200家企业免费播放广告一年”（其各大中国媒体话筒亦是伪造出来的）。实际上，中華衛視的商业广告一直是盗录别的电视台的视频、以及网上翻录和下载的广告视频片带（近年最新的广告大多视频采集于爱奇艺，左上角“广告”角标风格看得出），甚至年份已久的广告依然重复出现，在节目预告当中的节目“特约赞助商”更是随便打出来的。实际上，压根就没有企业和媒体知道中華衛視。

### 停播事件
香港通訊事務管理局於2015年6月9日公佈，嚴重警告中華衛視自2014年7月15日起未能向香港觀眾提供非本地電視節目服務，違反其牌照條件。
通訊事務管理局於2020年12月15日公佈，批准中華衛視終止其非本地電視節目服務牌照的申請，生效日期追溯至2020年10月28日；中華衛視終止牌照純屬其商業決定。
而中華衛視於2020年12月20日在其官方網站回應，為便於拓展國際、港澳台收視覆蓋及更活躍商業運營，中華衛視申請終止在香港的非本地衛星電視牌照並獲得批准，今後將透過租用衛星、網絡、IPTV（專用機頂盒）等途徑繼續為廣大觀眾和客戶熱忱服務。

### 转型为网络电视
2020年10月29日，中华卫视在其官方网站发布“中华卫视专用機頂盒”宣传视频，推出IPTV与OTT平台网络电视服务，价格不菲。而在2021年1月25日，中华卫视停止在其官方网站与官方微信公众号“华卫神州”所提供中华卫视台湾台的电视频道直播信号，转型为自选点播，观众需购买中华卫视专用机顶盒才可继续使用中华卫视提供的网络电视服务。

## 外部連結
- 中華衛視（CHTV）（页面存档备份，存于）